# 禁中並公家諸法度
《禁中並公家諸法度》（日语：／ Kinchū narabini Kuge sho Hatto）是1615年9月9日（慶長二十年七月十七日）由江户幕府代表（大御所德川家康與征夷大將軍德川秀忠）與朝廷代表前關白二條昭實於二條城以花押聯署，並於1615年9月22日（元和元年七月三十日）由武家传奏廣橋兼勝向公家眾與諸門跡公佈，用以規範天皇、公家眾、親王、門跡等公家社會基礎的法律，共有17條條文，行文為漢文體。此法律對朝廷的獨立行動與其他事務予以約束，並對江戶時代公家與武家的關係予以規範。此法律的主要目的為將既有的不成文規定成文化，並加入新的法律以完善既有規定。

## 命名
此法律的正式名稱有兩種説法：橋本政宣稱其原名為《禁中并公家中諸法度》（／ Kinchū narabini Kugechū sho Hatto），而部分典籍則稱其原名為《禁中方御條目》（／ Kinchū hō o Jōmoku）。此法律在江戶時代初期通稱《公家法度》（／ Kuge Hatto）、《公家掟》（／ Kuge Okite）、《公家中諸法度》（／ Kugechū sho Hatto）與《公家諸法度》（／ Kuge sho Hatto），直至17世紀後期方開始加入指天皇的“禁中”於名稱中，而此法律現在的通稱則為《禁中並公家諸法度》（／ Kinchū narabini Kuge sho Hatto）。此外，此法律又因為與德川家康有著千絲萬縷的關係，以及含有德川家康獲委托“大政”的意味而有《東照宮十七箇條》（／ Tōshōgū jūnanaka jō）、《家康公十七箇條》（／ Ieyasu Kō jūnanaka jō）等別稱。
此法律名稱中的“禁中”指天皇，而原本指天皇與以天皇為中心的朝廷或入仕朝廷的人的“公家（中）”則指公家眾與諸公家。

## 背景、制定與施行
江戶幕府此前已於1613年（慶長十八年）制定《勅許紫衣法度》作為對朝廷的對策，並確立包括天皇在內的朝廷基本方針。慶長十九年（1614年）四月，德川家康命金地院崇傳與儒官林道春謄寫《羣書治要》與《續日本紀》等書籍，以作制定此法律的參考材料之用，而草擬此法律的工作與謄寫工作同步進行。制定此法律期間，幕府有聽取攝家、門跡、公家眾等人的意見。
德川氏於慶長二十年（1615年）七月（即大坂夏之陣滅豐臣氏的兩個月後）藉戰爭勝利的餘威同時頒佈《武家諸法度》、《諸宗本山本寺法度》與此法律。1615年8月31日（慶長二十年七月初七日），征夷大將軍德川秀忠於伏見城會見諸大名，並頒佈全文13條的《武家諸法度》。此法律本應於1615年9月4日（慶長二十年七月十一日）制定並署判，惟因其他情況而推遲。1615年9月9日（元和元年七月十七日），朝廷代表二條昭實與江戶幕府代表（德川秀忠、德川家康）於二條城以花押聯署此法律，使規範公家與武家的法律皆獲確立。《諸宗本山本寺法度》於1615年9月16日（元和元年七月二十四日）制定，而此法律則於1615年9月22日（元和元年七月三十日）由武家傳奏廣橋兼勝向公家眾與諸門跡公佈。二條昭實於簽署此法律時仍為前關白，但已實際執行關白的職務，因此其花押具備使此法律成為朝廷的正式法律的效果。

## 法律內容
此法律共有17條條文，行文為漢文體，原文採用《宗教制度調查資料》（／ Shūkyō seido chōsa shiryō）所示的版本。此法律的原文於1661年2月14日（萬治四年正月十五日）禁裏御所火災中遭燒毀，後於1664年（寬文三年）重寫一版，此後從未改訂，並一直沿用至幕末。此法律現存的寬文本為1664年7月25日（寬文四年六月初三日）所撰，上有時任征夷大將軍德川家綱與攝政二條光平的署名。寬文本上雖然稱該本「如舊文寫調之」，惟實際上該本中的首條「而能政致太平者末之有也」的部分原為「而能政致太平」，比原本多出5個字。
| 編號 | 原文（日本語漢文體） | 大意 | 大意 |
| ---- | -------------------- | --- | --- |
| 1    |                      | 有關天皇的規定：天皇作為天子應該做的學問與藝術中，第一是御學問，第二是和歌，學習這些東西是不可或缺的。                                                           | 有關天皇的規定：天皇作為天子應該做的學問與藝術中，第一是御學問，第二是和歌，學習這些東西是不可或缺的。                                                           |
| 2    |                      | 有關三公（太政大臣、左大臣、右大臣）與親王、諸親王的座次的規定：三公只能由攝家與清華家出任，而座次的先後順序為攝家大臣、親王、清華家大臣、攝家前官大臣、諸親王。 | 有關三公（太政大臣、左大臣、右大臣）與親王、諸親王的座次的規定：三公只能由攝家與清華家出任，而座次的先後順序為攝家大臣、親王、清華家大臣、攝家前官大臣、諸親王。 |
| 3    |                      | 有關清華家大臣與諸親王的座次的規定：諸親王為傳至第三代或以下的親王，而清華家前大臣在朝廷上的座次順序後於諸親王。                                                 | 有關清華家大臣與諸親王的座次的規定：諸親王為傳至第三代或以下的親王，而清華家前大臣在朝廷上的座次順序後於諸親王。                                                 |
| 4    |                      | 有關任用攝家人出任三公、攝政與關白職務的規定。 | 有關任用攝家人出任三公、攝政與關白職務的規定。 |
| 5    |                      | 有關任用攝家人出任三公、攝政與關白職務的規定。 | 有關任用攝家人出任三公、攝政與關白職務的規定。 |
| 6    |                      | 有關養子的規定：養子使用與收養該養子的家族相同的姓。 | 有關養子的規定：養子使用與收養該養子的家族相同的姓。 |
| 7    |                      | 有關武家人出任朝廷官位的規定：武家官位与公家官位分离，幕府有酌情權決定是否允許個別武家人出任朝廷官位。                                                           | 有關武家人出任朝廷官位的規定：武家官位与公家官位分离，幕府有酌情權決定是否允許個別武家人出任朝廷官位。                                                           |
| 8    |                      | 有關改元的規定：改元時應該選擇中國曾使用的、具有吉祥的意思的年號，但既有選擇新年號的方法會予以恢復。                                                             | 有關改元的規定：改元時應該選擇中國曾使用的、具有吉祥的意思的年號，但既有選擇新年號的方法會予以恢復。                                                             |
| 9    |                      | 有關天皇、太上天皇（仙洞）、大臣、親王、公卿、殿上人等人的衣著的規定。                                                                                           | 有關天皇、太上天皇（仙洞）、大臣、親王、公卿、殿上人等人的衣著的規定。                                                                                           |
| 10   |                      | 有關公家眾的官位昇進的規定。 | 有關公家眾的官位昇進的規定。 |
| 11   |                      | 有關官員遵守命令的規定：官員必須遵守關白、武家傳奏與職事的命令，違反者可被流放。                                                                                 | 有關官員遵守命令的規定：官員必須遵守關白、武家傳奏與職事的命令，違反者可被流放。                                                                                 |
| 12   |                      | 有關決定罪名的規定：罪名的輕重應該依照《名例律》決定。 | 有關決定罪名的規定：罪名的輕重應該依照《名例律》決定。 |
| 13   |                      | 有關門跡與僧侶的規定。 | 有關門跡的排名次序的規定。 |
| 14   |                      | 有關門跡與僧侶的規定。 | 有關僧綱的主官僧正的規定。 |
| 15   |                      | 有關門跡與僧侶的規定。 | 有關門跡與院家的僧官、僧位的規定。 |
| 16   |                      | 有關門跡與僧侶的規定。 | 有關任用獲紫衣勅許的佛寺的住持規定。 |
| 17   |                      | 有關門跡與僧侶的規定。 | 有關任用上人的規定。 |

## 爭議與大政委任論
此法律最具爭議的條文為其第1條。第1條中對天皇的行為規範常被指摘為不當，因為該條容易使人理解為天皇應專門學習和歌與綺語。然而，該條全文均引用自順德天皇於1221年（承久三年）所著的《禁秘抄》中的「諸藝能事」章，其中「御學問」指唐朝的《貞觀政要》與《羣書治要》，可見該條所規範的是天皇身為為政者應當具備的學問，而絕非對其與政治無關的性格的培養。不過，與《禁秘抄》成書的時代不同，此法律制定的時代的天皇並無“大政”，因此即使兩者使用相同的行文措辭，兩者所表達的意思亦有所不同。因此，第1條提到天皇應該做的事的目的就是以界定君主的職責與地位的方式將包括“大政”在內等條文未指明的部分自“天皇應該做的事”當中予以必然排除。簡而言之，該條確立天皇君主的地位，但亦明示天皇將“大政”委托予幕府。天皇將「大政」委託予幕府的説法在江戶時代已有學者如此主張，而幕府到了江戶時代後期也公開支持此説。其中，已知將軍補佐松平定信於天明八年（1788年）八月上呈予時任征夷大將軍德川家齊的《將軍家御心得十五箇條》（／ Shōgunke okokoroe jūgoka jō）成為“大政委任論”的發展基礎。